# Пшиква
Пшиква (пол. Przykwa) — село в Польщі, у гміні Клочев Рицького повіту Люблінського воєводства.
Населення — 381 особа (2011).
У 1975-1998 роках село належало до Седлецького воєводства.

## Демографія
Демографічна структура станом на 31 березня 2011 року:
|          | Загалом | Допрацездатний вік | Працездатний вік | Постпрацездатний вік |
| -------- | ------- | ------------------ | ---------------- | -------------------- |
| Чоловіки | 189     | 41                 | 133              | 15                   |
| Жінки    | 192     | 33                 | 107              | 52                   |
| Разом    | 381     | 74                 | 240              | 67                   |